# 恋多き女 (1928年の映画)
『恋多き女』（こいおおきおんな、原題：英語: A Woman of Affairs）は、1928年に製作・公開されたアメリカ合衆国の映画である。

## 概要
マイケル・アーレンの小説を基にクラレンス・ブラウンが監督、ジョン・ギルバートとグレタ・ガルボが主演した。ギルバートとガルボの共演は『肉体と悪魔』（1926）、『アンナ・カレニナ』（1927）に次いで3回目であった。
サウンド版として製作されている。

## キャスト
- ネヴィル：ジョン・ギルバート
- ダイアナ：グレタ・ガルボ
- ヒュー・トレヴェリアン：ルイス・ストーン
- デヴィッド・ファーネス：ジョン・マック・ブラウン
- ジェフリー（ダイアナの弟）：ダグラス・フェアバンクス・ジュニア
- コンスタンス：ドロシー・セバスチャン

## スタッフ
- 監督：クラレンス・ブラウン
- 脚本：ベス・メレディス
- 字幕：マリアン・エインスリー、ルース・カミングス
- 音楽：ウィリアム・アクスト（クレジットなし）
- 撮影：ウィリアム・H・ダニエルズ
- 編集：ヒュー・ウィン
- 美術：セドリック・ギボンズ
- 衣裳：エイドリアン

## アカデミー賞ノミネーション
- 脚本賞：ベス・メレディス